# بوتی‌‌ها
بوتی (Botiidae)، خانواده ای از پرتوبالگان کپورماهی سانان هستند که در جنوب، جنوب شرق و شرق آسیا پراکنده اند. تا همین اواخر آنها در خانواده رفتگرماهیان قرار می گرفتند، تا اینکه توسط آبزی‌شناس سوئیسی موریس کوتلات در سال 2012 این تاکسون را مجدداً به رتبه خانواده ارتقا داد.  این خانواده شامل حدود 56 گونه است.
بوتی‌ها‌ قوی تر از بسیاری از خویشاوندان خود درخانواده رفتگرماهیان  (Cobitidae) هستند و تمایل به داشتن پشتی کمابیش کمانی داشته و در مجموع شکل دوکی شکل تری دارند. بوتی‌ها معمولاً دارای یک پوزه نوک تیز با طول متوسط هستند، در حالی که بسیاری از رفتگرماهی‌ها به طور قابل توجهی دارای پوزه‌ای کوچک هستند.
بوتی‌ها معمولاً نسبتاً کوچک هستند و حداکثر طول آنها بین ۶ و ۳۰ سانتیمتر (۲٫۴ و ۱۱٫۸ اینچ) بسته به گونه میباشد، اگرچه اندازه لوچ امپراطور به ۵۰ سانتیمتر (۲۰ اینچ) می رسد  (ادعا شده است که لو.چ دلقک نیز به اندازه مشابهی می رسد، اما این استثنایی است). 

## به عنوان ماهی آکواریومی
بسیاری از گونه های رنگارنگ تر بوتی‌ها در بین آکواریوم داران آب شیرین جزو گونه های محبوب هستند. برخی بوتی هایی که اغلب در تجارت آکواریوم دیده می شوند عبارتند از:
- دلقک لوچ ، Chromobotia macracanthus
- لوچ باله قرمز ، Yasuhikotakia modesta
- کوتوله لوچ ، Ambastaia sidthimunki
- لوچ اسکانک ، یاسوهیکوتاکیا مورلتی
- لوچ پاکستانی ، بوتیا آلمورهه
- لوچ زبرا ، B. striata
- لوچ بنگالی ، بی. داریو
- لوچ برمه‌‌ای ، B. kubotai

## مراجع
- Kottelat، M. (2004): Botia kubotai ، گونه جدیدی از لوچ (Teleostei: Cobitidae) از حوضه رودخانه آتاران (میانمار)، با نظراتی در مورد نامگذاری بوتین و تشخیص یک جنس جدید. Zootaxa 401 : 1-18. PDF چکیده و تصویر صفحه اول
- تانگ، چیونگ یانگ؛ Yu, Dan & Liu, Huan-zhang (2008): 斑纹薄鳅 ( Leptobotia zebra ) 应该为斑纹沙鳅 ( Sinibotia zebra ) [" Leptobotia zebra Should Be Revised as Sinibotiadaeformes)"Botiy. تحقیقات جانورشناسی 29 (1): 1-9 [چکیده چینی با انگلیسی]. متن کامل PDF

1. 1 2  Kottelat, M. (2012): Conspectus cobitidum: an inventory of the loaches of the world (Teleostei: Cypriniformes: Cobitoidei). بایگانی‌شده  در فوریه ۱۱, ۲۰۱۳ توسط Wayback Machine The Raffles Bulletin of Zoology, Supplement No. 26: 1-199.
2. ↑  Åhlander, Ola (2 September 2004). "Clown loach Chromobotia macracanthus (Bleeker 1852)". www.bollmoraakvarieklubb.org. Archived from the original on 20 May 2015. Retrieved 6 June 2014.